# René Pinto
René Alfonso Pinto Cofré (* 18. Mai 1965 in Santiago) ist ein ehemaliger chilenischer Fußballspieler. Der Stürmer gewann mit der B-Nationalmannschaft die Silbermedaille bei den Panamerikanischen Spielen 1987.

## Karriere

### Verein
Aus der Jugend von CSD Colo-Colo stammend, begann er seine Profikarriere 1985 bei den Albos. Er ist bekannt dafür, dass er 1988 nach der Flugzeugtragödie von Alianza Lima zusammen mit dem Torhüter José Letelier, dem Verteidiger Parko Quiroz und dem Mittelfeldspieler Francisco Huerta vom Verein Colo-Colo kostenlos an Alianza Lima verliehen wurde. Diese Geste förderte eine enge Freundschaft zwischen den Vereinen, sowohl unter den Fans als auch auf Leitungsebene. Die Leihe war für drei Monate vorgesehen, er blieb jedoch das ganze Jahr in Peru.
Nach einer weiteren Leihe an Everton kehrte er 1990 zu Alianza Lima zurück und verließ den peruanischen Verein Ende der Saison 1991. Zurück in Chile spielte er 1991 für Deportes Linares und in den folgenden zwei Spielzeiten für Audax Italiano. Er zog sich Ende 1993 im Alter von 28 Jahren vom Fußball zurück.

### Nationalmannschaft
Im August 1987 war Pinto im Kader der chilenischen B-Nationalmannschaft, die bei den Panamerikanischen Spielen in Indianapolis antrat. Dort gewann La Roja die Silbermedaille, nachdem sie im Halbfinale Argentinien mit 3:2 besiegt und im Finale gegen Brasilien mit 0:2 verloren hatte, und wurde somit Vizemeister des Turniers. Der Sieg gegen Argentinien war der erste Sieg einer chilenischen Männernationalmannschaft gegen den Nachbarstaat.

## Erfolge
Chile B
- Silbermedaille bei den Panamerikanischen Spielen: 1987